# Hawk Nelson
Gli Hawk Nelson sono un gruppo musicale christian rock-pop punk nato nel 2000 a Peterborough, in Canada.
Nel 2006 gli Hawk Nelson hanno vinto il posto primo su VH1 's top 20 video con il video musicale della canzone The One Thing I Have Left".
Pur rientrando nel genere christian rock, spesso le canzoni esulano dal contesto religioso.

## Storia

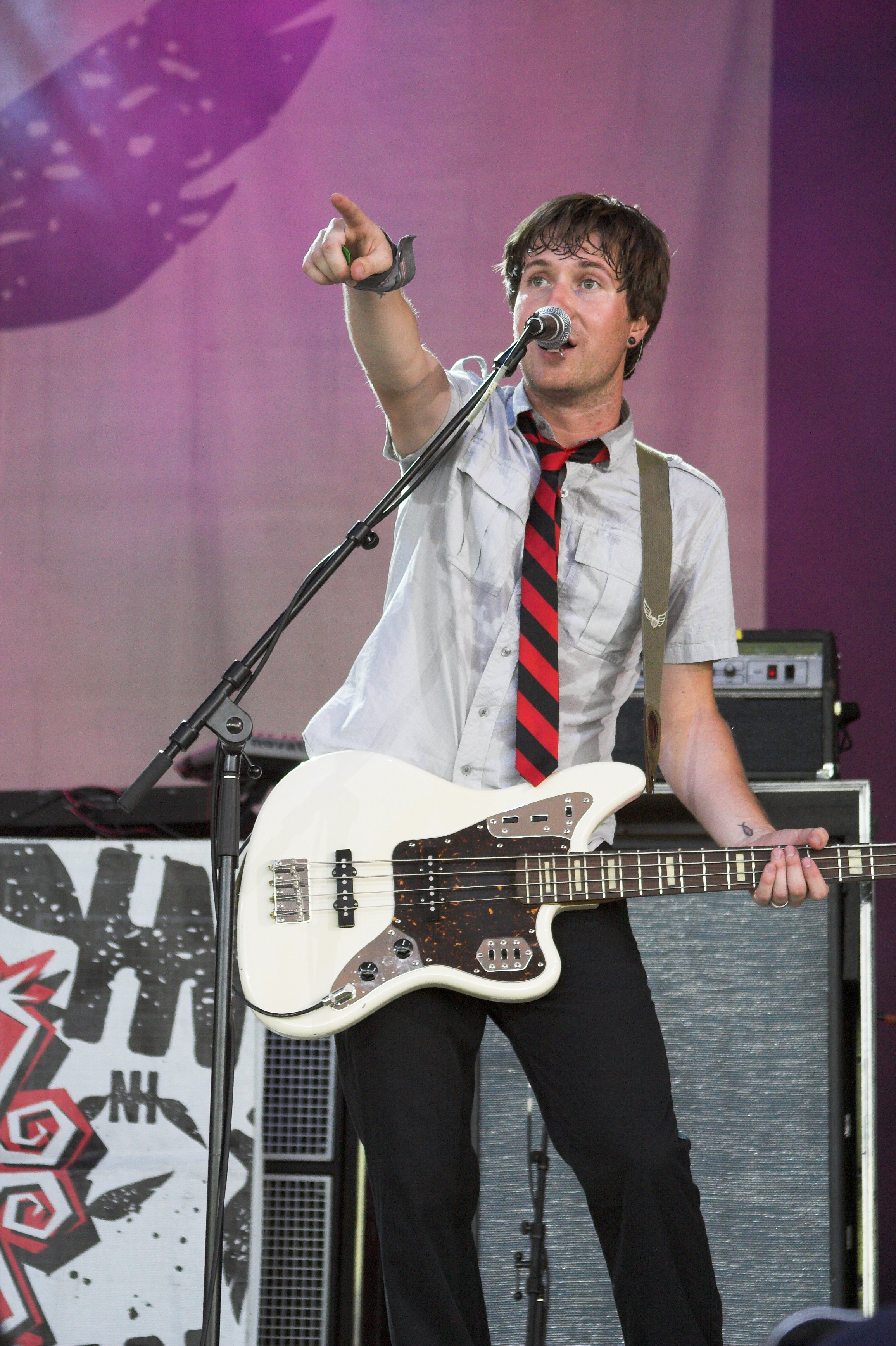
Il bassista Daniel Biro

Nel 2000 Dunn, Clark, e Paige fondano una band chiamata SWISH dove lo stesso anno, pubblicheranno un album.

Sempre nel 2000, Biro abita a Barrie, Ontario ed è il cantante di una band di nome Cheese Monkeys from Planet Nine.
Nel 2002, Biro si trasferisce a Petersbourgh, dove si unisce agli SWISH che cambieranno nome in Reason Being, per poi chiamarsi definitivamente Hawk Nelson.
Nel 2003, pubblicano il loro secondo album indipendente: Saturday Rock Action
Nel 2004 firmano un contratto con EMI CMG e nel luglio dello stesso anno, pubblicano il loro album di debutto Letters to the President, dove nel 2005 sarà ripubblicato, con la cover di My Generation  dei The Who e con le versioni acustiche di alcuni dei loro successi.

Il 4 febbraio 2006, gli Hawk Nelson pubblicano un EP con sei tracce acustiche tra cui Bring Em' Out", "Thing We Go Through" e "California"
Nel 2006, la band pubblica Smile, It's the End of the World.
Il 27 marzo del 2007, Hawk Nelson ha pubblicato un "Double Take", che comprende selezioni di Letters to the President and Smile It's the End of the World.
Il 1º aprile 2008, la band pubblica Hawk Nelson Is My Friend.
Gli Hawk Nelson vengono nominati per un Grammy Award 2009 nella categoria per il miglior pacchetto di registrazione, per il loro album del 2008 Hawk Nelson Is My Friend.
Il 21 luglio 2009 asce il loro singolo Live Life Loud e l'8 agosto, la canzone Alive.
Il 22 settembre 2009, viene commercializzato il loro album Live Life Loud.
L'8 febbraio esce Crazy Love
Il 1º novembre 2011, esce un loro EP natalizio, dove c'erano canzoni tipo "Hark the Herald Angels Sing", "The Wassail Song", and "Up on the Housetop".
Nel dicembre 2012, la band annuncia di avere firmato un contratto con l'etichetta discografica Fair Trade Services e che uscirà un album di nome Made.
Il 15 gennaio esce il singolo Words e l'album viene poi commercializzato il 2 aprile 2013.

## Formazione
Membri attuali
- Daniel Biro - basso, cori (2002-oggi)
- Jonathan Steingard - chitarra (2004-oggi), voce solista (2012-oggi)
- Justin Benner - batteria (2008-presente

Membri passati
- Dave 'Davin' Clark - chitarra (2002-2004)
- Matt 'Matty' Paige - batteria (2002-2005)
- Aaron 'Skwid' Tosti - batteria (2005-2008)
- Jason Dunn - voce solista (2002-2012)

## Discografia
- 2000: Riding Around the Park, quando la band si chiamava SWISH (Independente)
- 2003: Saturday Rock Action (Independente)
- 2004: Letters to the President
- 2006: Smile, It's the End of the World
- 2008: Hawk Nelson Is My Friend
- 2009: Live Life Loud
- 2011: Crazy Love
- 2013: Made[3]
- 2015: Diamonds

EP
- 2004: California
- 2005: Bring 'Em Out
- 2006: Gloria
- 2008: One Little Miracle
- 2008: Let's Dance: The Remixes
- 2009: Summer

Singoli
- 2004: "Letters to the President"
- 2006: "Zero"
- 2007: "Friend Like That"
- 2009: "Live Life Loud"
- 2009: "Meaning of Life"
- 2010: "Crazy Love"
- 2013: "Words"
- 2013: "Made"

## Videografia
1. California
2. Every Little Thing
3. The One Thing I Have Left
4. Zero
5. Bring Em Out
6. Friend Like That
7. I Still Miss You
8. Live Life Loud
9. Shaken
10. Crazy Love
11. Words